# Zdravko Tolimir

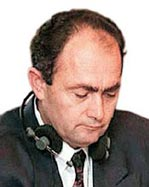
Zdravko Tolimir

Zdravko Tolimir (* 27. Februar 1948 in Glamoč; † 9. Februar 2016 in Den Haag, Niederlande) war ein Offizier der Armee der bosnischen Serben, verurteilter Kriegsverbrecher und im Bosnienkrieg als einer von sieben Stellvertretern des Militärchefs der bosnischen Serben, Ratko Mladić, für den Nachrichtendienst verantwortlich.
Nach dem Ende des Krieges war er untergetaucht. Dem serbischen Rundfunksender B92 zufolge wurde Tolimir am 31. Mai 2007 auf bosnischem Boden gefasst. An der Verhaftung seien Polizisten aus Serbien und der Republika Srpska beteiligt gewesen. Er wurde beim versuchten Grenzübertritt nach Serbien festgenommen.
Am 10. Februar 2005 erhob der Internationale Strafgerichtshof für das ehemalige Jugoslawien in Den Haag Anklage gegen ihn. Ihm wird vorgeworfen, nach der Einnahme von Srebrenica durch bosnisch-serbische Truppen im Jahr 1995 am Massaker von Srebrenica beteiligt gewesen zu sein. Eine Einheit unter seiner Kontrolle war laut der Anklage für den Mord an mehr als 1700 Männern und Jugendlichen auf dem Landgut Branjevo und in einem Kulturheim in der Ortschaft Pilići verantwortlich. Laut Urteil hat er „eine aktive Rolle bei der Planung der Ermordung von knapp 8000 überwiegend muslimischen Männern und Jungen in Srebrenica gespielt.“ Kurz vor Prozessbeginn wurde die Anklage erweitert. Die neuen Vorwürfe bezogen sich auf das Erschießen von 39 Einwohnern von Srebrenica in der Ortschaft Bisina bei Zvornik am 23. Juli 1995 sowie von neun Einwohnern von Žepa zwei Tage später.
Der Prozess gegen Tolimir vor dem Internationalen Strafgerichtshof für das ehemalige Jugoslawien begann am 26. Februar 2010. Am 12. Dezember 2012 wurde er der Anklage des Völkermordes für schuldig befunden und zu lebenslanger Haft verurteilt.
Am 8. April 2015 bestätigte die Berufungskammer des UN-Kriegsverbrechertribunals in Den Haag das Urteil der ersten Instanz.